# Mura (Italie)
Pour l’article homonyme, voir Mura (rivière).
Mura (Müra en brescian) est une commune de la province de Brescia dans la région Lombardie en Italie.

## Administration
| Période                                  | Période  | Identité        | Étiquette | Qualité |
| ---------------------------------------- | -------- | --------------- | --------- | ------- |
| 14 juin 2004                             | En cours | Umberto Corsini |           |         |
| Les données manquantes sont à compléter. |          |                 |           |         |

## Démographie
| 1861 | 1871 | 1881 | 1891 | 1901 | 1921 | 1931 |
| ---- | ---- | ---- | ---- | ---- | ---- | ---- |
| 740  | 776  | 720  | 790  | 755  | 730  | 797  |

| 1936 | 1951 | 1961 | 1971 | 1981 | 1991 | 2001 |
| ---- | ---- | ---- | ---- | ---- | ---- | ---- |
| 843  | 899  | 809  | 782  | 737  | 702  | 780  |

### Communes limitrophes
Casto, Pertica Alta, Vestone